# Cuerpo de Sanidad de la Armada
El Cuerpo de Sanidad de la Armada fue uno de los Cuerpos Patentados de la Armada Española hasta su desaparición en 1989, debido a la unificación de los Cuerpos de Sanidad de los tres Ejércitos en el Cuerpo Militar de Sanidad, por la Ley 17/1989 (formando parte de lo que se conoce como Cuerpos Comunes de las Fuerzas Armadas).

## Historia
A partir del siglo XII se tiene constancia de la presencia de sanitarios a bordo de las marinas existentes en España. En aquel entonces eran un barbero y un cirujano.
Hasta el siglo XVI se conocía como “físicos” a los médicos que servían en la Armada. Estos habían cursado sus estudios en alguna de las Facultades existentes. La titulación que  obtenían no habilitaba para el ejercicio, necesitando superar un examen ante el Tribunal del Protomedicato, instituido por los reyes Católicos en 1477. Por debajo de esta categoría se encontraban los cirujanos, que se formaban por el contacto con otros cirujanos. Se consideraba más un oficio. Fue a partir de la creación de las primeras cátedras de cirugía cuando se comenzaron a formar cirujanos a los que se conocía como “latinos” ya que habían recibido sus enseñanzas en esa lengua. Destacó el cirujano Dionisio Daza Chacón , quien aportó nuevas técnicas quirúrgicas. Estuvo embarcado durante la batalla de Lepanto.
Después de la Armada Invencible, la Marina de Guerra había quedado en un estado muy precario, contando con pocos barcos y marinos de poca formación. Fue a partir del siglo XVIII, bajo el reinado de Felipe V cuando se impulsó el renacimiento de la Armada, para defender los intereses estratégicos españoles e intentar recuperar la relevancia internacional que había tenido España en el pasado.  También la sanidad a bordo se encontraba en un estado muy precario. En 1707 se dispuso que los llamados cirujanos-barberos (únicos sanitarios a bordo en aquel momento) fuesen sustituidos por cirujanos bien formados. En 1708 se creó la plaza de Cirujano Mayor de la Armada.
En 1728 (año que se considera fecha de fundación del cuerpo se Sanidad de la Armada) Juan Lacomba fue nombrado Cirujano Mayor de la Armada y director del Cuerpo de Sanidad Naval. Lacomba prestigió el Cuerpo y fue el impulsor de la tan necesitada reforma sanitaria  en la Armada, mejorando la asistencia médica a bordo de los buques, proporcionando una adecuada formación y adiestramiento al personal sanitario, para poder afrontar los problemas que pudiesen presentarse en la mar.  Se establecieron las primeras normas y disposiciones para la organización del Cuerpo de Sanidad y de los hospitales, fijándose las plantillas y disponiendo las  obligaciones y los haberes de estas en función de sus respectivas categorías (Cirujano Mayor, Ayudante de Cirujano Mayor, Cirujano de Primera y Cirujano de Segunda). En 1738 le fue concedido el “fuero de Marina” a algunos baberos-sangradores que habían servido en la Armada durante años, tras superar un  examen ante el Cirujano Mayor. Se considera esta fecha la de creación del Cuerpo de Practicantes de la Armada.
Tuvo mucha importancia para el desarrollo de la cirugía en España el Hospital Real de Marina de Cádiz, donde Lacomba había construido en 1729 un anfiteatro y creado una escuela de anatomía.  A Lacomba le sucedió Pedro Virgili como Cirujano Mayor. Tuvo un gran prestigio, habiendo participado como cirujano naval en la reconquista de Orán, en 1732 y en la campaña del Mediterráneo contra los corsarios ingleses. En 1743 perfeccionó la cirugía en París. En 1748 a petición suya  y apoyado por  el marqués de la Ensenada, el rey Fernando VII sancionó por Real Orden los estatutos del Real Colegio de Cirugía de la Armada en Cádiz. 

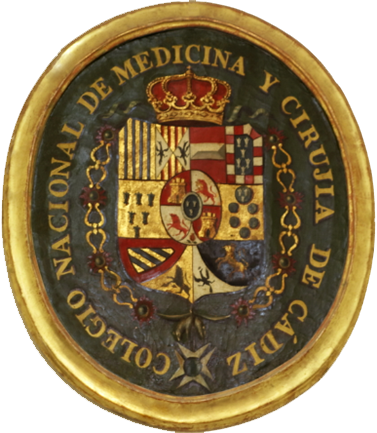
Escudo del Real Colegio de Cirugía de Cádiz.

En 1770, siendo Francisco Canivell Cirujano Mayor, ordenó que en el Real Colegio no preponderase únicamente  la enseñanza de la cirugía, sino también de la medicina, a pesar de que en aquella época eran muy  frecuentes las heridas a bordo. Solicitó que los cirujanos de la Armada tuviesen un uniforme y una remuneración adecuada para conseguir aumentar el número de cirujanos.
En 1785 publicó el Tratado de las Heridas.
En 1791 se publicaron las ordenanzas por las cuales se unificaban los cargos de protomédico y cirujano mayor en uno solo, teniendo la doble atribución de “médico-cirujano”, siendo la primera vez que esto ocurría en Europa.

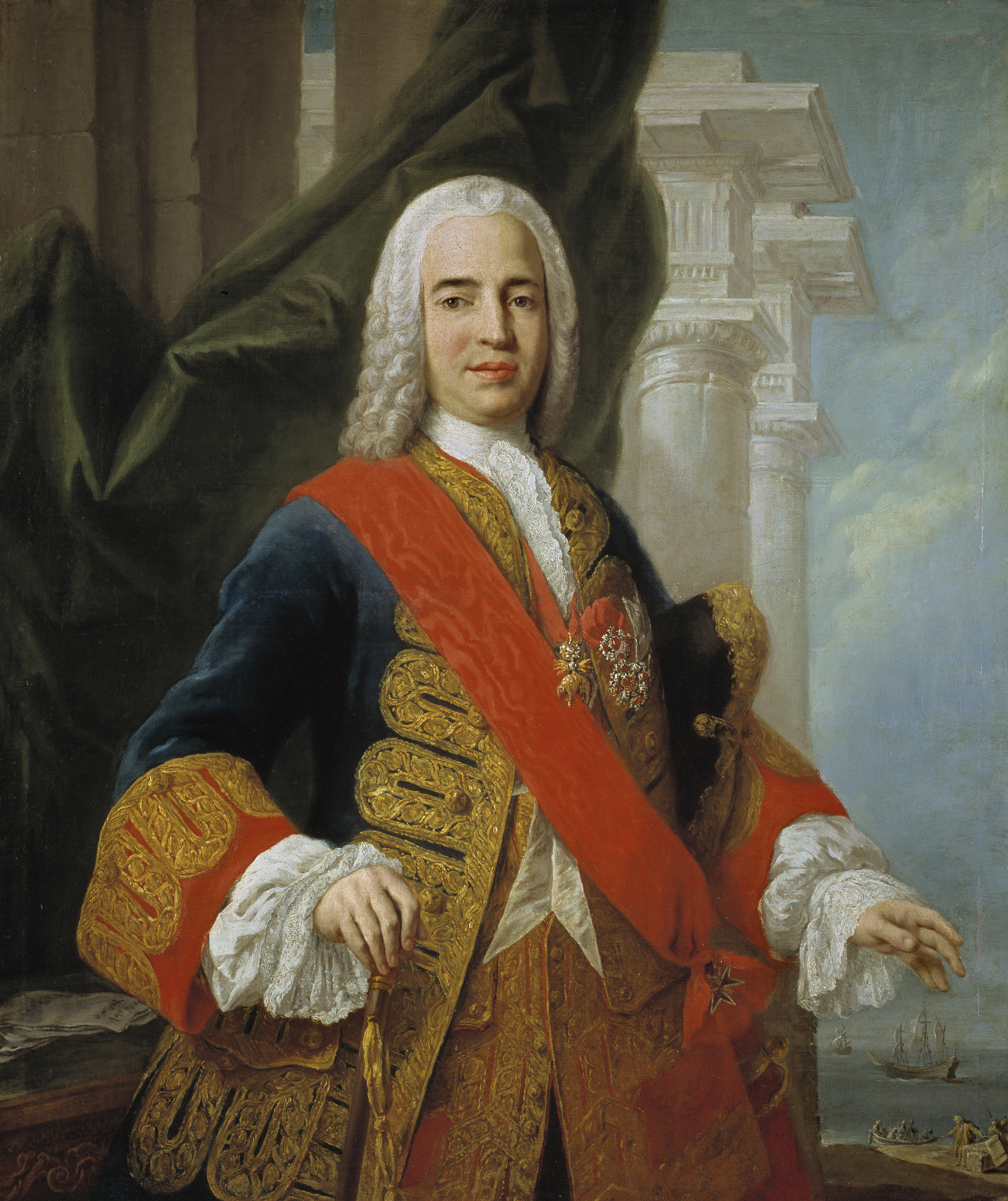
El marqués de la Ensenada

Los cirujanos de la Armada participaron en todas las expediciones científicas y batallas navales del siglo XVIII. También participaron los médicos en todas las acciones navales de la primera mitad del siglo XIX, como la batalla de Trafalgar, donde hubo 39 cirujanos a bordo de 15 buques.
A partir de 1834 el Real Colegio de Medicina y Cirugía de Cádiz se separó de la Armada, creándose el Colegio Nacional de Medicina y Cirugía, precursor de la actual Facultad de Medicina de Cádiz.
En 1848, tras la creación de un nuevo reglamento, el Cuerpo de médicos Cirujanos pasó a denominarse Cuerpo de Sanidad de la Armada. Su primer jefe fue Ramón Fossi. En 1863 se solicitó a Las Cortes una ley que concediese a los médicos de la Armada los mismos  privilegios que disfrutaban los del Ejército.
Los médicos de la Armada intervinieron en todas las insurrecciones de Ultramar de mediados del siglo XIX.  Por ejemplo, en los bombardeos sobre El Callao y Valparaíso (1866) participaron diecisiete facultativos, once primeros y seis segundos ayudantes. 
El mayor problema de la Escuadra del Pacífico no fueron los heridos, sino los numerosos casos de escorbuto aparecidos al permanecer en la mar más de ocho meses sin aprovisionamiento de víveres frescos. Estos enfermos mejoraban a su llegada a puerto, con solo haber tomado algunas naranjas y limones.

### El final del Imperio y resurgir de la sanidad Naval
En este último tercio del siglo XIX  se sucedieron diversos cambios en España, motivados por guerras internas, cambios políticos, etc. El cambio de la propulsión a vapor junto a la aparición de las minas, torpedos y blindados, representó un cambio decisivo en la historia de la navegación. Dio comienzo a una nueva era repleta de sucesos bélicos en los que participaron médicos y practicantes de la Armada. 
En 1898 tuvo lugar la batalla naval de Santiago de Cuba entre la Escuadra del almirante Cervera y la flota norteamericana de Dewey. El personal facultativo de la Escuadra se componía de ocho médicos (cuatro primeros y cuatro segundos), dos en cada barco: en el buque Infanta María Teresa, Alejandro Lallemand Lemos y Julio Díaz Navarro; en el Colon, Núñez Suárez y Montesinos; en el Oquendo, Guinea (con cargo de jefe de sanidad de la Escuadra) y Parra; en el Vizcaya, Jurado y Nicolás Gómez Tornell. La Escuadra española fue rápidamente destruida y sus barcos varados o hundidos. Los médicos y practicantes asistieron a los heridos en las lúgubres «enfermerías de combate» situadas próximas a la quilla y con un dificilísimo acceso. Posteriormente continuaron sus intervenciones quirúrgicas y curas en  buques estadounidenses, donde se había trasladado a la mayoría de las bajas. Entre los españoles se contabilizaron 332 muertos (entre ellos el médico segundo Díaz Navarro) y 197 heridos.
En este último tercio del siglo XIX el Cuerpo de Sanidad de la Armada sufrió una importante reorganización e inició un periodo de resurgimiento científico. Un nuevo reglamento orgánico en 1869, se considera como el punto de partida de la regeneración científica y colectiva del Cuerpo. Se ordenó taxativamente el ingreso por oposición, dando una gran importancia a la aptitud de los nuevos miembros del cuerpo.
En julio de 1876 se impuso la norma de celebrar una reunión científica mensual en los tres apostaderos, al objeto de presentar casos clínicos y debatir temas de higiene naval. El contenido de las mismas, recogido en una «memoria reglamentaria», se elevaba al Almirantazgo del Ministerio de Marina sirviendo a posteriori para la evaluación de los ponentes. La relación de las memorias se divulgaba en el Boletín de Medicina Naval y las que eran consideradas de interés se publicaban íntegramente. A las reuniones debían asistir todos los jefes y oficiales médicos libres de servicio y estaban presididas por el inspector de sanidad, quien debía nombrar a los profesores por orden de antigüedad. Ese año se llegó a casi 160 médicos en el escalafón, de los 87 existentes en 1847. 
En cuanto a los practicantes de la Armada, aún no estaban integrados en el Cuerpo de Sanidad. En 1857 se suprimió la denominación de «cirujano menor o ministrante» y se creó la de «practicante», título expedido por las facultades de medicina tras dos años de estudios y prácticas. En 1878 se confeccionó un nuevo reglamento del Cuerpo de Practicantes de la Armada bajo el mandato del primer inspector general Manuel Chesio y Añeses. 
Respecto a las boticas de los hospitales navales, estaban dirigidas, a principios del siglo XIX, por los farmacéuticos mayores que pertenecían al colectivo militar de «inspectores de medicinas» y figuraban en el escalafón de la Armada. El 26 de julio de 1895 se constituyó el Cuerpo de Farmacéuticos de la Armada como «sección auxiliar» del Cuerpo de Sanidad.
A finales del siglo XIX se editó en San Fernando (Cádiz) el Boletín de Medicina Naval (1878-1898). En el Boletín se divulgaban, dentro del apartado «Sección Oficial», las Reales Órdenes concernientes a la Sanidad de la Armada expedidas por el Ministerio de Marina y el movimiento del personal. Desde su fundación se convirtió en el órgano de expresión y portavoz oficial del Cuerpo de Sanidad de la Armada.

### El reinado de Alfonso XIII (1902-1931)
La Armada se encontraba en un estado límite por las penurias económicas derivadas de las guerras de Ultramar, aunque la instauración del «Plan de Escuadra» del almirante Ferrándiz en 1908 permitió su resurgimiento. La continuidad mantenida por el vicealmirante Miranda (1917) supuso la entrada en servicio de nuevas unidades que, en muy pocos años, la situaron de nuevo entre las más importantes del mundo. Sus barcos participaron de lleno en la guerra del norte de África, a bordo de los cuales médicos y practicantes atendían las bajas y heridos. 
En 1908 los Cuerpos de la Armada se dividieron en Patentados y Subalternos. La plantilla del Cuerpo de Sanidad, incluido en los primeros, se fijó en 100 hombres con 3 oficiales generales. Este número se incrementó a 127 al año siguiente y alcanzó la cifra de 166 efectivos, siendo presidente y ministro de Marina Eduardo Dato. Persistían las categorías de médico-segundo, médico-primero y médico-mayor. 
Los hospitales de Marina (San Carlos, Cartagena y Ferrol) habían adoptado los reglamentos y planes de aprovisionamiento de los hospitales del Ejército. A principios de siglo comenzaron su andadura con las penurias y restricciones económicas propias de una situación de crisis. A pesar de ello supieron adecuarse a las exigencias del momento, incorporando las nuevas especialidades médicas que se iban innovando en la sanidad civil. De la atención inmediata a los enfermos y de los aspectos administrativos se encargaban las Hijas de la Caridad que desde el año 1870 prestaban su servicio en los hospitales de la Armada. La Real Orden de 11 de noviembre de 1897 dispuso la instalación de un equipo radiológico en el hospital de San Carlos y que se ejecutase en el de Cartagena y en el de Ferrol. El primer gabinete de radiografía y radioscopia se instaló en el nuevo hospital de Ferrol en 1901, en 1903 en el hospital de Cartagena y en 1910 en el de San Carlos.
Existía un problema con  los médicos de guardia de los hospitales de la Armada y el reglamento en vigor (1865) autorizaba el nombramiento de médicos provisionales cuando faltasen facultativos para cubrir el servicio. Así, con carácter eventual, en 1920 se dispuso la contratación de tres médicos en cada hospital exclusivamente para el servicio de guardias. Su sueldo era idéntico al de los médicos-segundos y se autorizaba el uso del uniforme dentro del recinto mientras permaneciesen en activo. Una vez cubiertas las vacantes, serían cesados sin la posibilidad de adquirir ningún derecho posterior. 
Los practicantes de la Armada continuaban sin estar integrados en el Cuerpo de Sanidad. En 1915 se modificaron los empleos de su escala, quedando establecidos en practicante mayor (asimilado a alférez de fragata), primer practicante, segundo practicante y aspirante. En 1918 se aprobó el «Reglamento para el gobierno y régimen de las secciones de contramaestres, condestables y practicantes» en el que se establecía la división del Cuerpo de Practicantes en tres secciones: Ferrol, Cartagena y Cádiz. 
En marzo de 1922 cambiaron las denominaciones de los empleos de los jefes y oficiales del Cuerpo de Sanidad, agregándose el apelativo de «médico o farmacéutico de la Armada». El cuerpo quedó estructurado en dos secciones: Medicina y Farmacia. A partir de esa fecha los farmacéuticos se equipararon con los médicos y dejaron de ser una sección auxiliar. 
En 1926 se fundó la Revista de Sanidad de la Armada que sirvió de órgano oficial representativo, de difusión cultural y científica de los médicos y practicantes.

### II República
En 1931 los «cuerpos subalternos» pasaron a denominarse «cuerpos auxiliares», convirtiéndose el antiguo Cuerpo de Practicantes de la Armada en  Cuerpo Auxiliar de Sanidad. Las categorías y su equiparación serían las siguientes:
- Jefe – Capitán de corbeta
- Oficial primero  - Teniente de navío
- Oficial segundo – Alférez de navío
- Oficial tercero – Alférez de fragata
- Auxiliar primero - Subteniente
- Auxiliar segundo - Brigada

En 1931 se reglamentó que se ostentase en el uniforme la «cruz de Malta sobre fondo carmesí» como distintivo en cualquiera de las escalas y empleos del Cuerpo de Sanidad de la Armada. 
Las reformas introducidas en el Cuerpo de Sanidad afectaron a otros aspectos como la uniformidad, la denominación de los empleos, que volvió a ser la misma que en el Ejército de Tierra, la nueva definición de los objetivos y las funciones de la institución. La sección de Farmacia fue declarada a extinguir (en 1943 sería derogado este decreto). En 1933 se modificaron las plantillas y en 1934 se aprobó una «cartilla de uniformidad del Cuerpo». En los médicos se mantuvo como distintivo la cruz de Malta sobre fondo carmesí y en los farmacéuticos se adoptó el «emblema de la facultad sobre fondo amarillo». 
| Franco                               |
| Galleta de Sanidad (época de Franco) |

| Charretera                                  |
| Charretera de oficial médico (Reg. de 1909) |

| Bocamanga                                                |
| Bocamanga de general inspector de Sanidad (Reg. de 1931) |

| gral                          |
| Palas de general subinspector |

| pala                          |
| Pala de comandante de Sanidad |

| Distint. farmacia                    |
| Distintivo de la Sección de Farmacia |

### Guerra Civil
La Guerra Civil Española (1936-1939) motivó que los componentes del Cuerpo de sanidad quedasen adscritos a uno u otro bando,  dependiendo de dónde estuviesen destinados, ya que las tres principales bases navales (Ferrol, Cartagena y Cádiz) corrieron diferente suerte, quedando Cádiz y Ferrol en el bando Nacional y la de Cartagena, en el Republicano.
En el «bando nacional», el 22 de octubre de 1936 se dispuso el reingreso provisional al servicio activo de todos los militares retirados de la Armada por la Ley de Azaña, «debiéndose presentar en el plazo de cinco días en la base naval más próxima a su residencia». Por Decreto de 23 de enero de 1937, y otros posteriores, se concedió la asimilación de «teniente médico provisional» y «practicante auxiliar segundo provisional» de la Armada a los médicos y practicantes civiles movilizados, con lo que se pudo mitigar la escasez de personal ocasionada por las muertes producidas en ambos bandos.
Una vez finalizada la guerra, algunos médicos y practicantes optaron por entrar en un proceso de selección restringido para cubrir las vacantes de los Cuerpos de Sanidad y Auxiliar de Sanidad de la Armada. Los que aprobaron fueron enviados a la Escuela Naval Militar de San Fernando para realizar un curso de tres meses de formación militar y marinera y seis meses de prácticas en hospitales. El resto causó baja aunque conservaron con carácter honorífico el «beneficio del empleo» que ostentaban sin ningún derecho ulterior. 

### Resurgimiento en la postguerra
En 1940 hubo una reorganización de los Cuerpos de Epecialistas en la Marina. Se modificaron la marinería y el cuerpo subalterno, que pasó a denominarse Cuerpo de Suboficiales de la Armada. Dentro de los «marineros especialistas» se creó́ la «especialidad sanitaria», (sanitarios), quienes tras una rigurosa selección podían optar al ingreso en la especialidad sanitaria del Cuerpo de Suboficiales. Tras la creación de la escala auxiliar de los servicios de sanidad en 1959, la escala de los sanitarios fue declarada a extinguir. Sus integrantes tuvieron dos opciones: continuar en su escalafón pudiendo alcanzar el empleo de Mayor o bien integrarse en la recién creada Escala Auxiliar, tras obtener la titulación de bachiller elemental y cursar los estudios de enfermería. A partir de 1966 las oposiciones se nutrieron de ayudantes técnicos sanitarios (ATS) con titulación civil –denominación que había sustituido a la de practicante en 1955. En julio de 1973 la escala auxiliar fue suprimida y en su lugar se creó la Escala Especial del Cuerpo de Sanidad de la Armada, siendo sus empleos los de teniente, capitán y comandante (E.E.) del citado Cuerpo. 
Al finalizar la guerra, se estableció un nuevo plan de estudios para los médicos de la Armada: Historia de la Marina; organización militar; psicología y moral militar; código y ordenanzas; higiene naval; organización sanitaria de buques y dependencias; religión; tecnicismo naval; instrucción militar y marinera; y educación física y deportes. Tras un periodo formativo de seis meses en la Escuela Naval Militar, debían realizar tres más de prácticas en hospitales y otros tres embarcados, antes de ser promovidos al empleo de tenientes.
En 1940 se creó el Cuerpo de Sanidad del Ejército del Aire en el que se integraron seis médicos navales. 
En 1942 se crearon las Escalas de Complemento de los Cuerpos Patentados y de los Suboficiales de la Armada, nutriéndose de los alumnos de las escuelas y facultades universitarias. La formación constaba de dos fases: una teórica durante el curso escolar (en la Universidad) y otra teórico-práctica durante el verano (en la Escuela Naval Militar o escuelas de instrucción). Una vez finalizadas las prácticas y obtenido el título civil, los alumnos eran nombrados sargentos, o alféreces de la escala de complemento. 
En 1947 se crearon en los hospitales los dispensarios antituberculosos. El año anterior se había inaugurado el Sanatorio de Marina de los Molinos (Madrid), centro modélico inicialmente designado para la formación en tisiología y para el tratamiento antituberculoso del personal de la Armada. En noviembre de 1947 se fijaron nuevas plantillas del Cuerpo de Sanidad: 1 general de división, 1 general de brigada, 6 coroneles, 16 tenientes coroneles, 45 comandantes, 68 capitanes y un número indeterminado de tenientes. 
Durante las décadas de los 50 y 60 se fueron adecuando y ampliando las especialidades médicas en la Armada. En 1963 se inició la reorganización de las clínicas y policlínicas de los hospitales de Marina. El  cargo de jefe de sanidad del departamento se separó del de director del hospital, en aras de potenciar la medicina preventiva en las unidades.
La idea de concebir una medicina específicamente naval se fue sustituyendo por una medicina con una mayor dedicación asistencial, para la que se especializaron la mayoría de los integrantes del Cuerpo de Sanidad en los mejores hospitales nacionales y extranjeros. Ello motivó un paulatino alejamiento de las unidades a flote, con una drástica reducción de los periodos de embarque, y un mayor periodo de especialización médica que capacitase a los facultativos a sus nuevas funciones asistenciales hospitalarias. Los médicos de la Armada fueron derivando sus cometidos hacia a un desempeño más parecido al de los médicos civiles.
De esta manera el desarrollo de la sanidad hospitalaria no fue acompañado de un avance similar en la sanidad embarcada. El plan de modernización de la Flota, tras la firma de los acuerdos suscritos por los Estados Unidos de América, supuso una profunda renovación de los buques que llegaron con sus modernas enfermerías equipadas con abundante material y publicaciones sanitarias navales. 
En 1972 el antiguo hospital de San Carlos fue designado como sede del estudio del anteproyecto de reestructuración del Cuerpo de Sanidad y de la reforma y construcción de los nuevos hospitales. Se construyó la Policlínica Naval «Nuestra Señora del Carmen» de Madrid (1967) y los nuevos hospitales de San Carlos (1981), Cartagena (1984) y Ferrol (1990).
La sanidad de las Fuerzas Armadas tardó en experimentar la reforma hospitalaria iniciada en la Seguridad Social en la década de los sesenta. En la década de los ochenta, la red asistencial se redujo a diez hospitales de Tierra, cuatro de Armada y uno del Aire, además de tres centros médicos y cuatro policlínicas. 

### El final
En 1989, la Ley reguladora del Régimen del Personal Militar Profesional de las Fuerzas Armadas, significó un punto final en la trayectoria del Cuerpo de Sanidad de la Armada, con la creación del Cuerpo Militar de Sanidad en el que se integraron los distintos cuerpos de sanidad de los tres ejércitos,  estableciéndose dos escalas: una superior de oficiales en la que se integraron los médicos, farmacéuticos y veterinarios; y una segunda de oficiales en la que lo hicieron los enfermeros. 
Con esta Ley se puso fin al Cuerpo de Sanidad de la Armada, tras 261 años de historia.
| Alfonso XIII                            |
| Gorra de oficiales (Época Alfonso XIII) |

|                                          |
| Gorra de oficiales (1.ª época de Franco) |

|                                      |
| Gorra de oficiales (época de Franco) |

|                                  |
| Gorra de jefes (época de Franco) |

## Empleos
Estas son las denominaciones de los empleos del Cuerpo de Sanidad de la Armada y sus asimilaciones con el Cuerpo General de la Armada:
- Alférez.................................………......Alférez de fragata
- Teniente médico.................................Alférez de navío
- Capitán médico..................................Teniente de navío
- Comandante médico..........................Capitán de corbeta
- Teniente coronel médico.....................Capitán de fragata
- Coronel médico..................................Capitán de navío
- General subinspector .........................Contralmirante
- General inspector................................Vicealmirante

## Divisas y distintivos
El distintivo del Cuerpo era una cruz de  Malta. Fue definida en el reglamento de 1979: “Cruz de Malta de 2 cm. de altura bordada en oro, con un círculo de 3 mm. de diámetro en el centro bordado según líneas verticales, los brazos también bordados en oro pero en sentido transversal al anterior distando entre sus entrantes de dicho centro 9 mm. La Escala Especial la llevará bordada en plata”.
Al igual que en el resto de Cuerpos Patentados de la Armada, el distintivo iba sobre las divisas en las bocamangas del uniforme y estas, sobre fondo carmesí, distintivo del Cuerpo de Sanidad (para la sección de Medicina). 
En el caso de la sección de Farmacia, el distintivo era el propio de la facultad farmacéutica: una serpiente enroscada en una Copa de Higía, y el fondo de las divisas era de color amarillo.
| Bandera de España |                    |                |                  |                   |                |                 |                |  |  |  |  |  |  |  |  |  |  |  |
| Gral. Inspector   | Gral. Subisnpector | Coronel médico | Tte. Col. médico | Comandante médico | Capitán médico | Teniente médico | Alférez médico |  |  |  |  |  |  |  |  |  |  |  |

### Sección de Farmacia
| Bandera de España    |                        |                         |                      |                       |                      |  |  |  |  |  |  |  |  |  |  |  |
| Coronel Farmacéutico | Tte. Col. Farmacéutico | Comandante Farmacéutico | Capitán Farmacéutico | Teniente Farmacéutico | Alférez Farmacéutico |  |  |  |  |  |  |  |  |  |  |  |

### Escala especial
| Bandera de España |         |          |  |  |  |  |  |  |  |  |  |  |  |
| Comandante        | Capitán | Teniente |  |  |  |  |  |  |  |  |  |  |  |

Como en los demás Cuerpos de la Armada, las estachas (galones) de Alférez y la central de Comandante, eran de 7mm. El resto, de 14mm.

## Enlace a otros Cuerpos de la Armada
- Cuerpo General de la Armada
- Cuerpo de Ingenieros de la Armada
- Cuerpo de Infantería de Marina
- Cuerpo de Máquinas de la Armada
- Cuerpo de Intendencia de la Armada
- Cuerpo Jurídico de la Armada
- Cuerpo Eclesiástico de la Armada
- Cuerpo de Intervención de la Armada